# 崔彥珍

崔彥珍，清河郡东武城县（今河北省衡水市故城县）人，北朝政治人物，是魏司空崔林的九世孫、崔稚之子、崔彥穆之兄。隋文帝皇后獨孤伽羅的外祖父。

## 生平
在北魏分裂為東西魏的時候，魏孝武帝至關中，崔彥珍、彥穆兄弟來不及跟隨，於是在成皋舉兵，攻下滎陽，俘虜東魏郡守蘇淑。

## 親屬
- 九世祖：崔林
- 父：崔稚
- 弟：崔彥穆
- 女兒：紀國夫人崔氏[3]
- 外孫女：獨孤伽羅
- 外曾孫：楊勇、楊廣等[4]